# Cornus amomum
Cornus amomum — вид квіткових рослин із родини деренових (Cornaceae). Поширений у східній частині Сполучених Штатів, від Мічигану та Вермонту на південь до Алабами та Флориди. Це кущ до 5 метрів заввишки; листки волосаті; пелюстки кремові; кістянки сині. Використовується в їжу, як ліки, як декоративна рослина.

## Морфологічна характеристика
Це кущ до 5 метрів заввишки; кореневища відсутні. Стебла скупчені, гілки іноді вигинаються до землі та вкорінюються у вузлах; кора зелено-коричнева або темно-коричнева, не пробкова, здається плетеною, розколюється вздовж. Гілочки зелені абаксіально, від темно-бордового до зеленого адаксіально, восени стають червоно-бордовими, у молодому віці густо запушені. Листкова ніжка 8–25 мм; листкова пластинка широко яйцеподібна, 8–15 × 4–9 см, верхівка різко загострена, абаксіальна поверхня жовто-зелена, волоски коричневі, жовтувато-коричневі чи білі, адаксіальна поверхня від світло до темно-зеленої, волоски притиснуті. Суцвіття 2–8 см у діаметрі. Квітки: гіпантій густо притиснуто-запушений, особливо біля основи; чашолистки 1.3–2 мм; пелюстки кремові, 3–5 мм. Кістянки сині, частина під прямими сонячними променями вибілюється, кулясті, 5–9 мм у діаметрі; кісточка куляста, 4–6 мм, нерівномірно поздовжньо ребриста, верхівка загострена. 2n = 22.

## Середовище проживання
Схід США [Алабама, Коннектикут, Делавер, Округ Колумбія, Флорида, Джорджія, Іллінойс, Індіана, Айова, Кентуккі, Мен, Мериленд, Массачусетс, Мічиган, Міссісіпі, Міссурі, Нью-Гемпшир, Нью-Джерсі, Нью-Йорк, Північна Кароліна, Огайо, Пенсільванія, Род Айленд, Південна Кароліна, Теннессі, Вермонт, Вірджинія, Західна Вірджинія]. Населяє алювіальні ліси, береги річок і струмків, вологі луки, болота, канави; на висотах 0–1500 метрів.

## Використання
Рослину збирають у дикій природі для місцевого використання як їжу та ліки. Іноді її вирощують як декоративну, де її можна використовувати як живопліт та захист від вітру, але вважається, що вона найкраще підходить для лісової місцевості.

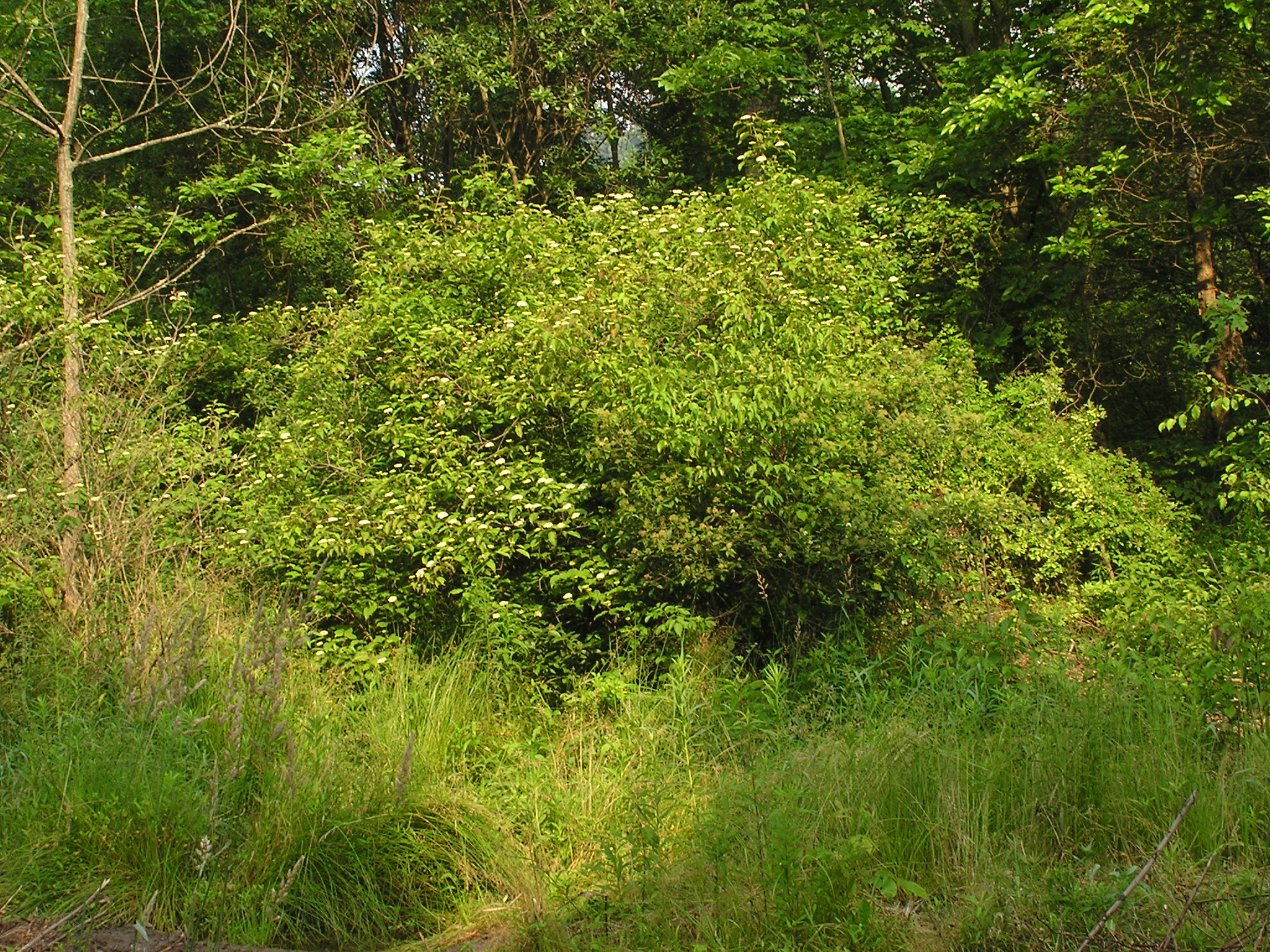
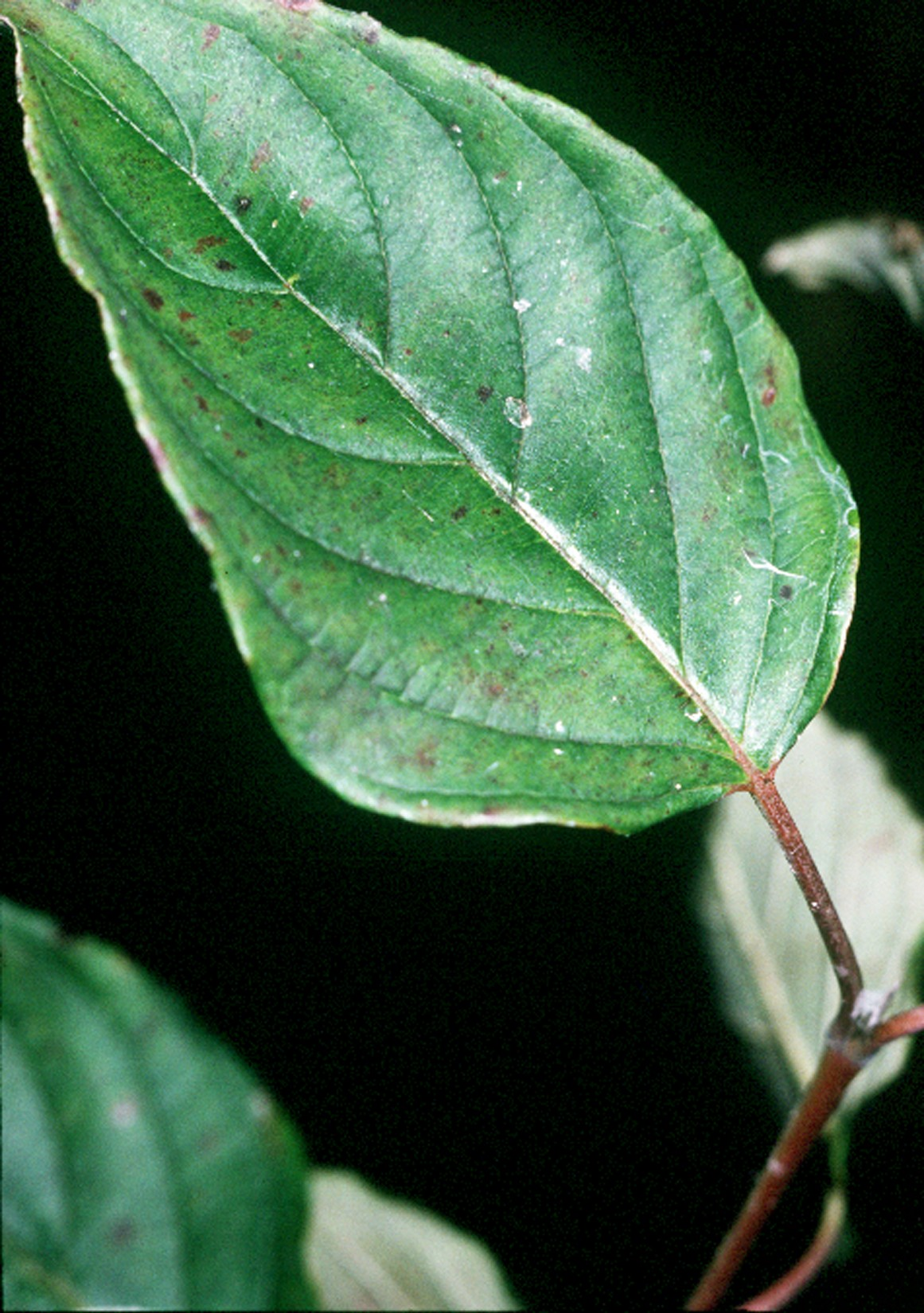
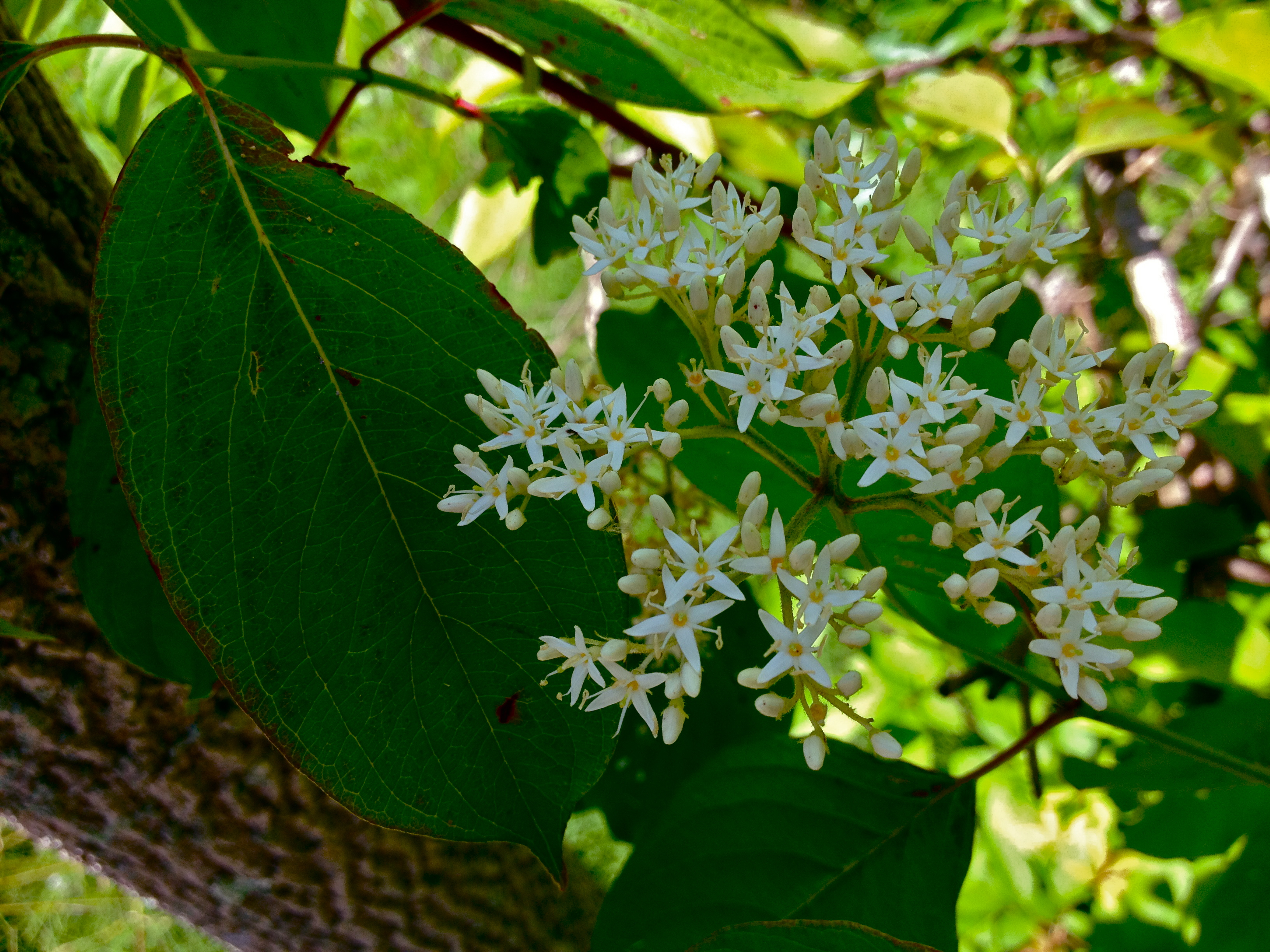
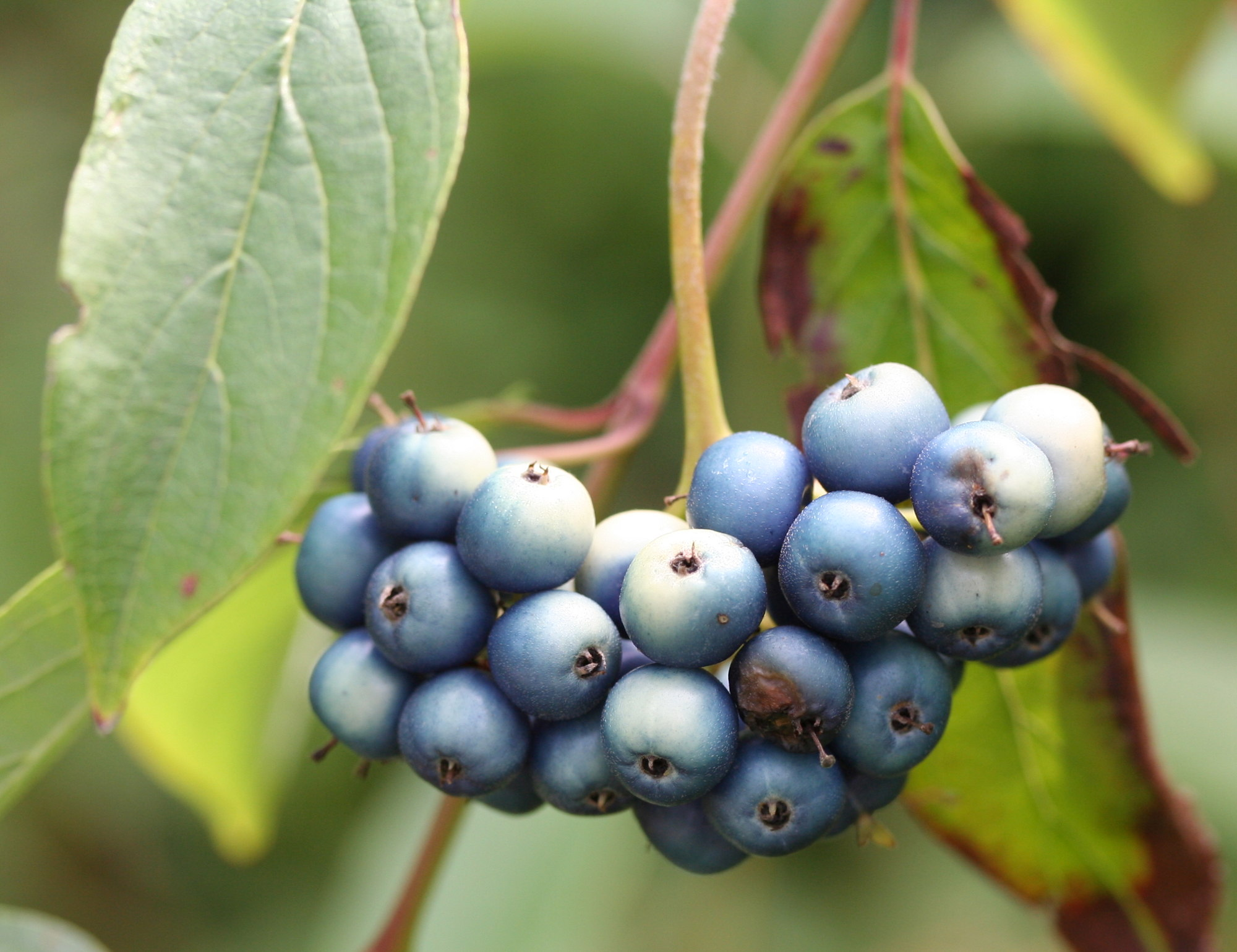
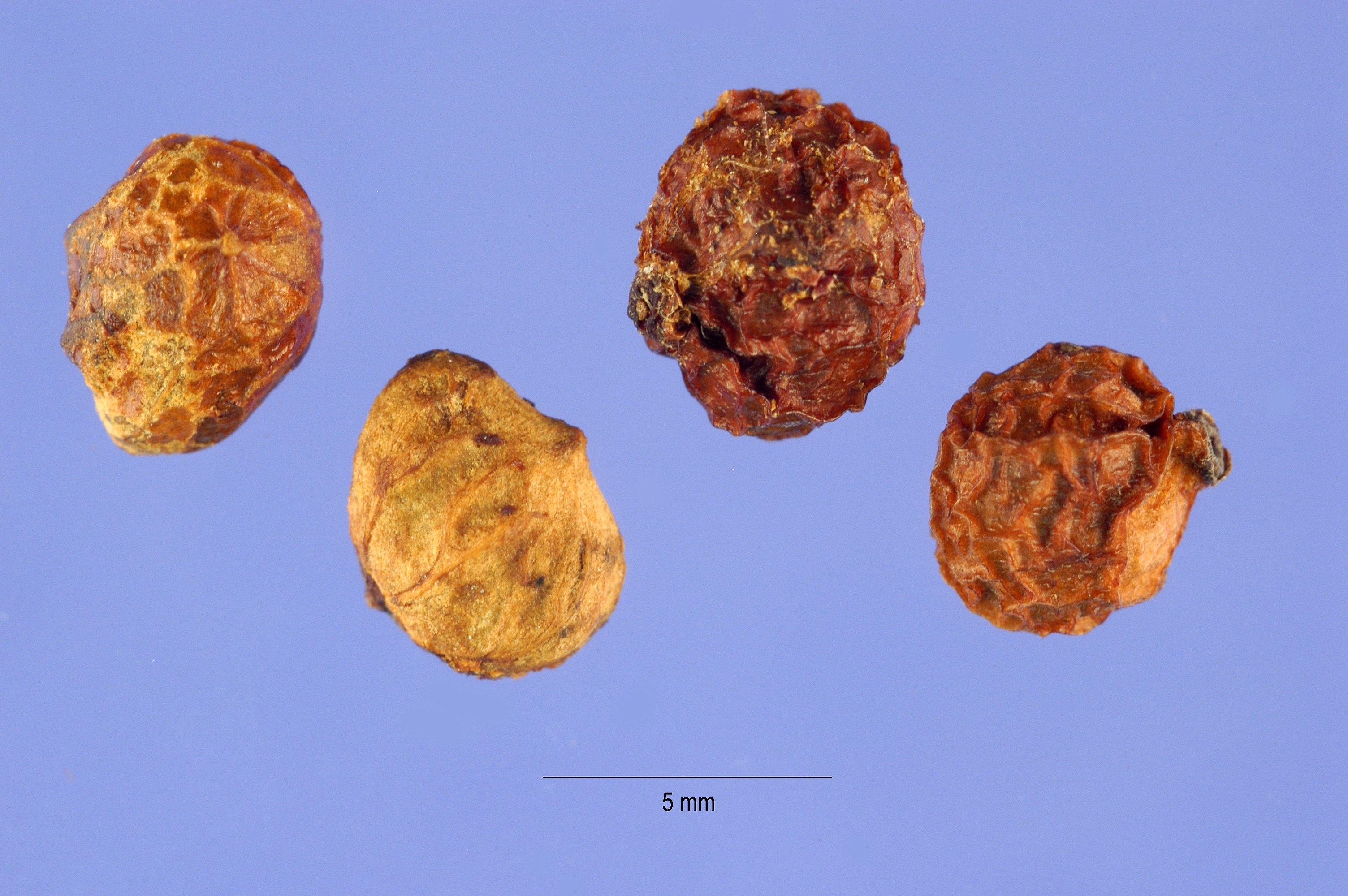